# Coppa delle Coppe 1986-1987
La Coppa delle Coppe 1986-1987 è stata la 27ª edizione della competizione calcistica europea Coppa delle Coppe UEFA. Venne vinta dall'Ajax nella finale disputata contro il Lokomotive Lipsia.

## Sedicesimi di finale
| Squadra 1         | Totale          | Squadra 2         | Andata | Ritorno |
| ----------------- | --------------- | ----------------- | ------ | ------- |
| Roma              | 2 - 2 (3-4 dcr) | Real Saragozza    | 2 - 0  | 0 - 2   |
| Żurrieq           | 0 - 7           | Wrexham           | 0 - 3  | 0 - 4   |
| B 1903            | 1 - 2           | Vitosha Sofia     | 1 - 0  | 0 - 2   |
| Vasas             | 4 - 5           | Velez             | 2 - 2  | 2 - 3   |
| 17 Nëntori Tirana | 3 - 1           | Dinamo Bucarest   | 1 - 0  | 2 - 1   |
| Malmö FF          | 7 - 2           | Apollōn Limassol  | 6 - 0  | 1 - 2   |
| Bursaspor         | 0 - 7           | Ajax              | 0 - 2  | 0 - 5   |
| Olympiakos        | 6 - 0           | US Luxembourg     | 3 - 0  | 3 - 0   |
| Benfica           | 4 - 1           | Lillestrøm        | 2 - 0  | 2 - 1   |
| Waterford United  | 1 - 6           | Bordeaux          | 1 - 2  | 0 - 4   |
| Haka              | 3 - 5           | Torpedo Mosca     | 2 - 2  | 1 - 3   |
| Stoccarda         | 1 - 0           | Spartak Trnava    | 1 - 0  | 0 - 0   |
| Rapid Vienna      | 7 - 6           | Club Bruges       | 4 - 3  | 3 - 3   |
| Glentoran         | 1 - 3           | Lokomotive Lipsia | 1 - 1  | 0 - 2   |
| Fram Reykjavík    | 0 - 4           | Katowice          | 0 - 3  | 0 - 1   |
| Aberdeen          | 2 - 4           | Sion              | 2 - 1  | 0 - 3   |

## Ottavi di finale
| Squadra 1         | Totale | Squadra 2         | Andata | Ritorno     |
| ----------------- | ------ | ----------------- | ------ | ----------- |
| Real Saragozza    | 2 - 2  | Wrexham           | 0 - 0  | 2 - 2 (dts) |
| Vitosha Sofia     | 5 - 4  | Velez             | 2 - 0  | 3 - 4       |
| 17 Nëntori Tirana | 0 - 3  | Malmö FF          | 0 - 3  | 0 - 0       |
| Ajax              | 5 - 1  | Olympiakos        | 4 - 0  | 1 - 1       |
| Benfica           | 1 - 2  | Bordeaux          | 1 - 1  | 0 - 1       |
| Torpedo Mosca     | 7 - 3  | Stoccarda         | 2 - 0  | 5 - 3       |
| Rapid Vienna      | 2 - 3  | Lokomotive Lipsia | 1 - 1  | 1 - 2 (dts) |
| Katowice          | 2 - 5  | Sion              | 2 - 2  | 0 - 3       |

## Quarti di finale
| Squadra 1         | Totale | Squadra 2     | Andata | Ritorno |
| ----------------- | ------ | ------------- | ------ | ------- |
| Real Saragozza    | 4 - 0  | Vitosha Sofia | 2 - 0  | 2 - 0   |
| Malmö FF          | 2 - 3  | Ajax          | 1 - 0  | 1 - 3   |
| Bordeaux          | 3 - 3  | Torpedo Mosca | 1 - 0  | 2 - 3   |
| Lokomotive Lipsia | 2 - 0  | Sion          | 2 - 0  | 0 - 0   |

## Semifinali
| Squadra 1      | Totale          | Squadra 2         | Andata | Ritorno     |
| -------------- | --------------- | ----------------- | ------ | ----------- |
| Real Saragozza | 2 - 6           | Ajax              | 2 - 3  | 0 - 3       |
| Bordeaux       | 1 - 1 (5-6 dcr) | Lokomotive Lipsia | 0 - 1  | 1 - 0 (dts) |

## Finale
| Arbitro: | Luigi Agnolin |

|                |           |  |
| van Basten 21’ | Marcatori |  |

| Ajax | Lokomotive Lipsia |

| Ajax          |    |                   |  |     |
|               |    |                   |  |     |
| POR           | 1  | Stanley Menzo     |  |     |
| DIF           | 2  | Sonny Silooy      |  |     |
| DIF           | 3  | Frank Verlaat     |  |     |
| CEN           | 4  | Frank Rijkaard    |  |     |
| DIF           | 5  | Peter Boeve       |  |     |
| CEN           | 6  | Aron Winter       |  |     |
| ATT           | 7  | John van 't Schip |  |     |
| DIF           | 8  | Jan Wouters       |  |     |
| ATT           | 9  | Marco van Basten  |  |     |
| CEN           | 10 | Arnold Mühren (C) |  | 83’ |
| ATT           | 11 | Rob Witschge      |  | 66’ |
| Sostituzioni: |    |                   |  |     |
| ATT           | 15 | Dennis Bergkamp   |  | 66’ |
| CEN           | 16 | Arnold Scholten   |  | 83’ |
| Allenatore:   |    |                   |  |     |
| Johan Cruijff |    |                   |  |     |

| Lokomotive Lipsia   |    |                   |  |     |
|                     |    |                   |  |     |
| POR                 | 1  | René Müller (C)   |  |     |
| DIF                 | 2  | Ronald Kreer      |  |     |
| DIF                 | 3  | Frank Baum        |  |     |
| DIF                 | 4  | Matthias Lindner  |  |     |
| DIF                 | 5  | Uwe Zötzsche      |  |     |
| CEN                 | 6  | Uwe Bredow        |  |     |
| CEN                 | 7  | Heiko Scholz      |  |     |
| CEN                 | 8  | Matthias Liebers  |  | 76’ |
| CEN                 | 9  | Frank Edmond      |  | 55’ |
| ATT                 | 10 | Hans Richter      |  |     |
| ATT                 | 11 | Olaf Marschall    |  |     |
| Sostituzioni:       |    |                   |  |     |
| CEN                 | 13 | Hans-Jörg Leitzke |  | 55’ |
| ATT                 | 15 | Dieter Kühn       |  | 76’ |
| Allenatore:         |    |                   |  |     |
| Hans-Ulrich Thomale |    |                   |  |     |